# Skoki narciarskie w Liechtensteinie

Flaga Liechtensteinu

Skoki narciarskie w Liechtensteinie zaczęto uprawiać pod koniec lat 20. XX wieku, kiedy to powstała pierwsza skocznia usypana ze śniegu, na której można było uzyskać około 40 metrów.
W 1979 i 1980 odbyły się lokalne zawody juniorów, jednak w 1982 Liechtensteiński Związek Narciarski zakończył program skoków narciarskich.

## Skocznie narciarskie w Liechtensteinie
Jedyną skocznią narciarską w Liechtensteinie, na której kiedykolwiek odbyły się zawody była skocznia w Steg o punkcie konstrukcyjnym usytuowanym na 40. metrze. Zbudowano ją już w 1934 roku, jednak pierwsze konkursy odbyły się dopiero po przebudowie w 1979. Skocznia została zdemontowana w latach 80. Na przełomie lat 20. i 30. XX wieku istniała jeszcze skocznia usypana ze śniegu w Gaflei, lecz nie odbyły się tam żadne oficjalne zawody.

## Rekord Liechtensteinu w długości skoku narciarskiego
|                 | Nazwisko      | Odległość   | Skocznia         | Konkurs         | Data             |
| Rekord mężczyzn | Norbert Frick | 54,5 metra  | Riezlern K69     | Turniej lokalny | 4 kwietnia 1981  |
| Rekord kobiet   | Alina Büchel  | 80,0 metrów | Tschagguns HS108 | Austria Cup     | 29 stycznia 2022 |